# Stanisław Sarnicki

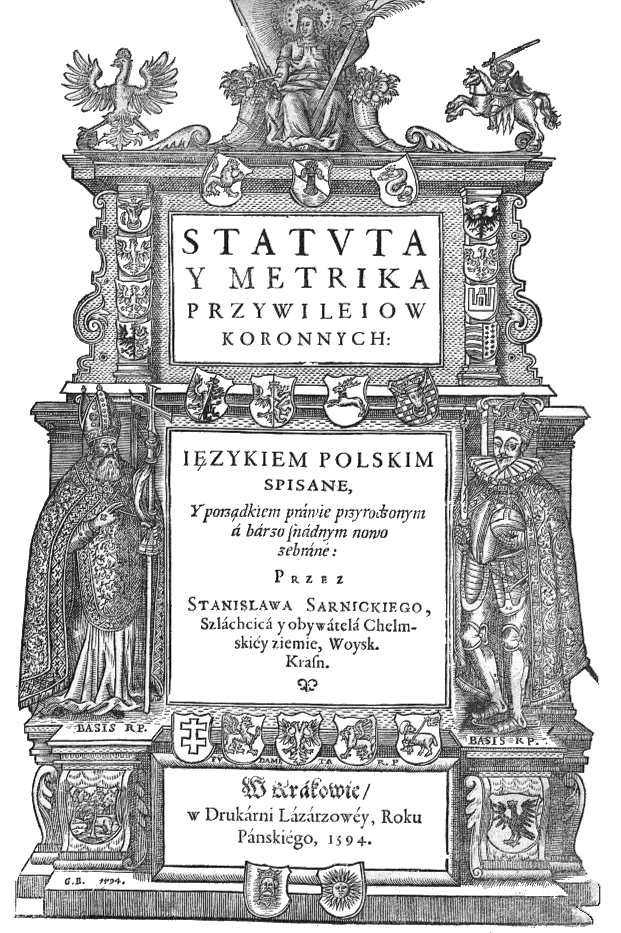
Frontyspis dzieła Sarnickiego Statuta i metryka przywilejów koronnych 1594, wydanego w Drukarni Łazarzowej w Krakowie

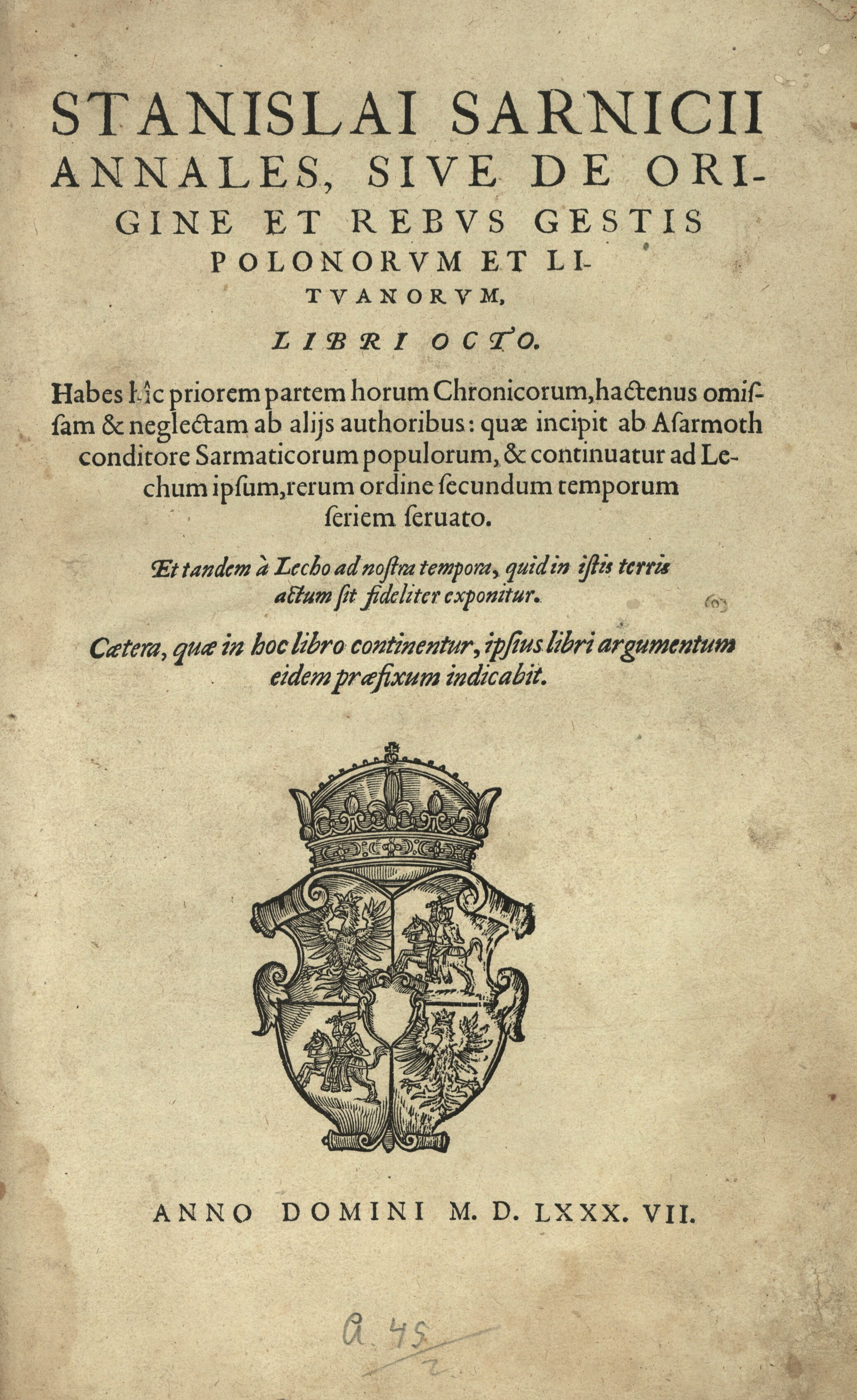
Annales sive De origine et rebvs gestis Polonorvm et Litvanorvm libri octo 1587

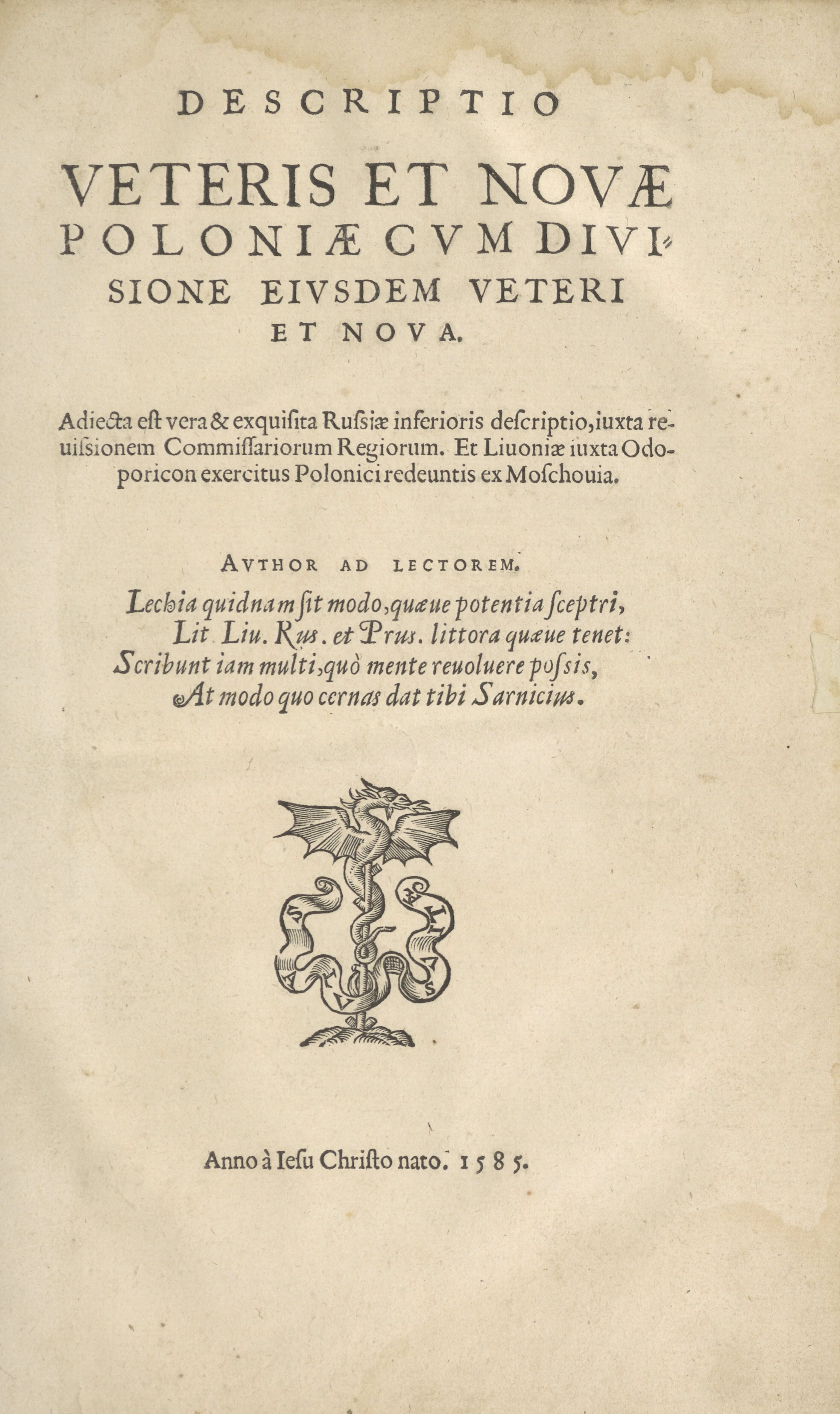
Descriptio veteris et novae Poloniae 1585

Stanisław Sarnicki herbu Ślepowron, inna forma nazwiska: Sarnicius, (ur. ok. 1532 w Mokrelipiu, zm. 23 września 1597 tamże) – polski historyk, działacz i polemista kalwiński, senior zborów polskich, twórca i wydawca utworów o tematyce wojennej oraz jeden z ideologów polskiego sarmatyzmu. W 1603 roku jako autor trafił do pierwszego polskiego Indeksu Ksiąg Zakazanych powstałego z inicjatywy biskupa Bernarda Maciejowskiego. 

## Życiorys
Urodził się około roku 1532, jako syn Jana i Elżbiety z Gorzkowskich. Studiował w Królewcu (na koszt księcia pruskiego Albrechta), Wittenberdze (od 1547) i Genewie, gdzie zetknął się z działaczami reformacyjnymi. Był m.in. słuchaczem wykładów Filipa Melanchtona w Wittenberdze oraz nauk Jana Kalwina w Genewie, którego był uczniem i zwolennikiem. Po powrocie do Polski został ministrem zboru w Niedźwiedziu i Włodzisławiu, a następnie seniorem zborów kalwińskich ziemi krakowskiej. Podpisał zgodę sandomierską w 1570 roku. Po roku 1570 odsunął się od działalności reformacyjnej i osiadł w rodzinnym Mokrymlipiu obejmując funkcję wojskiego krasnostawskiego.

## Twórczość
Należał do grona Rzeczypospolitej Babińskiej. Na jej temat opublikował relację łacińską „Descriptio Republicae Babinensis”, którą włączył do druku swego głównego dzieła historycznego zatytułowanego Annales, sive de origine et rebus gestis Polonorum et Lithuanorum librii octo wydanego w Krakowie u Rodeckiego w 1587 roku. W dziele tym, idąc śladem wcześniejszych kronikarzy wykorzystując różne relacje, poezje, a nawet wątki biblijne, przedstawił historię Polski od najdawniejszych czasów aż do panowania Stefana Batorego, stawiając tezę o tożsamości Sarmatów z dawnymi Słowianami.
Na zlecenie Jana Zamoyskiego rozpoczął pisanie historii Polski, która w założeniu protektora miała być ujęta w duchu monarchicznym. Kiedy okazało się, że dzieło propaguje wartości szlacheckie Zamoyski wycofał swoją protekcję. Roczniki, czyli o pochodzeniu i sprawach Polaków i Litwinów Ksiąg VIII (Annales, sive de origine et rebus gestis Polonorum et Lithuanorum libri VIII) wydane zostały w 1587 roku. Autor rozpoczyna opis dziejów Polski od roku 2210 przed Chrystusem. Udowadnia, że biblijnym protoplastą Polaków był syn Sema, Asarmota. Ponadto przodkowie Polaków mieli być spokrewnieni z Jezusem Chrystusem, który również pochodził z pokolenia Sema. W mitotwórczym utworze historycznym pojawia się również wątek trojański: przodkowie Polaków, sarmaccy Heneci (Weneci) mieli przybyć do Europy pod wodzą trojańskiego Antenora.
Był autorem kompilacji aktów prawnych Korony Królestwa Polskiego, wydanych w Krakowie w 1594 pod tytułem Statuta i metryka przywilejów koronnych.

### Ważniejsze dzieła
- Collatio in qua aperte demonstratur blasphemias Gregorii Bresinensis... ut ovum ovo no sit similius (1563?), unikat: Biblioteka Królewska w Dreźnie, (odpowiedź na Grzegorza Pawła Turris Babel, Frankfurt n. Odrą 1563)
- O uznaniu Pana Boga wszechmogącego troje kazanie, brak miejsca wydania 1564, drukarnia M. Wirzbięta, unikat: Biblioteka Czartoryskich
- Oratio pro lege electionis ad maiestatem regiam amplissimum senatum et ordines regni. Cui addita est in fine Ratio creandi Romani Pontificis Deliberatioque de bello turcico, Kraków 1575, drukarnia M. Wirzbięta, (druk obecnie nieznany; tytuł W. Mitzlera)
- Księgi hetmańskie, powst. po 1575, rękopisy dzieła o sztuce wojskowej znajdowały się w: Ossolineum (nr 782/II), Bibliotece Jagiellońskiej (nr 171), Dzikowie i Podhorcach; wczesna kopia (oryginału?) z końca XVI w.: rękopis Biblioteka Wilanowska nr 325; fragmenty ogł.: (J. M. Ossoliński) Wiadomość... Czasopism Naukowych Księgozbioru Publicznego im. Ossolińskich 1830, zeszyt 3-4; A. Grabowski Starożytności historyczne polskie, t. 1, Kraków 1840; A. Grabowski Ojczyste spominki w pismach do dziejów dawnej Polski, t. 1, Kraków 1845; R. Pollak "Ze staropolskiej literatury górniczo-hutniczej. S. Sarnicki o saperskich pracach górników", Hutnik 1939, zeszyt 1; Z. Spieralski "Polska sztuka wojenna w latach 1454-1562", Warszawa 1958, Wypisy Źródłowe do Historii Polskiej Sztuki Wojennej, zeszyt 4, Prace Komisji Wojskowo-Historycznej MON, Seria Popularna, s. 137-143, 149-153
- Topographia locorum a Stephano rege Moschis ademptorum, 1578, (druk nieznany; tytuł W. Mitzlera; prawdopodobnie utwór ten nie został wydany oddzielnie, lecz stanowił fragment Descriptio veteris et novae Poloniae)
- Triumphus moschoviticus regis Stephani carmine heroico, Kraków 1581, drukarnia A. Piotrkowczyk
- Annalium Polonicorum... brevissima synopsis, Kraków 1582, drukarnia M. Wirzbięta, (prospekt dzieła Annales sive de origine et rebus gestis Polonorum et Lituanorum libri octo)
- Descriptio veteris et novae Poloniae, Kraków 1585, (według A. Kaweckiej-Gryczowej: drukarnia A. Rodecki – w 2 wariantach: A – z dod. Dębno, tj. wywodu genealogicznego rodu Sienieńskich; B – bez dodatku), przedr. przy J. Długosz Historiae Polonicae libri XII, t. 2, Lipsk 1712; w zbiorze W. Mitzlera Historiarum Poloniae et Magni Ducatus Lithuaniae scriptorum... collectio magna, t. 1, Warszawa 1761, (zob. Topographia locorum a Stephano rege Moschis ademptorum)
- Roczniki, czyli o pochodzeniu i sprawach Polaków i Litwinów Ksiąg VIII (Annales sive de origine et rebus gestis Polonorum et Lituanorum libri octo), Kraków 1587 (drukarnia prawdopodobnie M. Szarffenberger), przedr. przy J. Długosz Historiae Polonicae libri XII, t. 2, Lipsk 1712, (do pierwodruku dołączono: Descriptio Babinensis exhilarandi lectoris gratia, wyd. osobne: początek XVII w.); przedr. S. Schelguig Specimen bibliosophistarum Gedanensium sive erudita colloquia, Gdańsk 1675; wyd. z kodeksu Rzeczypospolitej Babińskiej (rękopis: Biblioteka Czartoryska nr 1917) S. Windakiewicz "Akta Rzeczypospolitej Babińskiej według oryginalnego rękopisu", Archiwum do Dziejów Literatury i Oświaty w Polsce, t. 8 (1895), s. 30-33 i odb.; zob. także Annalium Polonicorum... brevissima synopsis
- Statuta i metrika przywilejów koronnych językiem polskim spisane, Kraków 1594, drukarnia Łazarzowa
- O początku i o dawnych królach narodu Wandalów to iest Polaków

### Prace edytorskie
- Judicium et censura ecclesiarum piarum de (?) dogmata in quibusdam provinciis septentrionalibus contra adorandam Trinitatem per quosdam turbulentos noxiter sparsa, Kraków (zapewne 1561), drukarnia M. Wirzbięta, (zdania profesorów szwajcarskich i heidelberskich o nauce polskich antytrynitarzy, szczególnie Grzegorza Pawła z Brzezin)
- J. Kalwin Brevis admonitio... ad Fratres Polonos, Kraków 1563, drukarnia M. Wirzbięta, inne wyd.: Genewa 1563
- Colloquium piotrkowskie. To jest rozmowa, którą mieli wyznawce prawdziwej wiary... roku przeszł. 1565, Kraków 1566, drukarnia M. Wirzbięta, (z Colloquium... polemizowano pismem ogłoszonym pt. Od arcybiskupów i biskupów... odpowiedź niektórym heretykom: Stanisławowi Sarnickiemu, Jakubowi Sylwiusowi, Andrzejowi Prasznikowi, Krzystzofowi Treckiemu i inszym im równym obłędliwym kacerzom, brak miejsca wydania, lata 1565-1567).

### Listy i materiały
- Do J. Kalwina, dat. w Krakowie: 15 kwietnia 1558, 1 września 1561, 28 kwietnia 1563; do H. Bullingera, dat. w Krakowie 19 listopada 1562; do K. Trecego dat. w Krakowie: 24 kwietnia 1563, brak daty; wyd. G. Baum, E. Cunitz, E. Reuss "Joannis Calvini opera... omnia", t. 17-19, Brunszwik 1877-1879, Corpus Reformatorum, t. 45-47.
- Do H. Bullingera, dat.: w Krakowie 28 września 1561; w Piotrkowie 23 stycznia 1563; W Krakowie 13 kwietnia 1567; do H. Bullingera lub J. Simlera, dat. w Krakowie w kwietniu 1565, wyd. T. Wotschke "Der Briefwechsel der Schweizer mit den Polen", Archiv f. Reformationsgeschichte 1908, Ergänzungsband 3.
- Od J. Kalwina, dat. w Genewie 9 października 1561, brak daty; wyd. G. Baum, E. Cunitz, E. Reuss "Joannis Calvini opera... omnia", t. 19-20, Brunszwik 1879, Corpus Reformatorum, t. 47-48.
- Od T. Bezy, dat. w Genewie 1 listopada 1565, wyd.: Bezae epistolae, nr 14
- podobiznę autografu z egz. Annales... ogł. T. Wierzbowski Materiały do dziejów piśmiennictwa polskiego, t. 1, Warszawa 1900.

### Utwór o autorstwie niepewnym
- Poloniae, gentisque et Reipublicae descriptionis libri II, Frankfurt 1575, (autorstwo prawdopodobne zdaniem W. Chojnackiego).